# Saints Row: The Third
Saints Row: The Third (познат као Saints Row 3 или SR3) је видео-игрица коју је 2011. развио Волишн инкорпорејтед а издао Ти-ејч-кју. Назив у преводу значи "Ред светаца 3". Радња се одвија у фиктивном граду Стилпорту, створеном по узору на Чикаго и Њујорк. У средишту радње је рат између криминалне групе Светаца са Синдикатом који има тенденцију да преузме њихово место у Стилпорту.

## Прича
Након претходног дела Свеци прелазе из Стилвотера у Стилпорт, а затим после медијске кампање постају познати. Њихово место жели Синдикат, савез три банде:
1. Лучадори
2. Морнингстар
3. Декерси